# 歐洲冠軍聯賽紀錄及統計

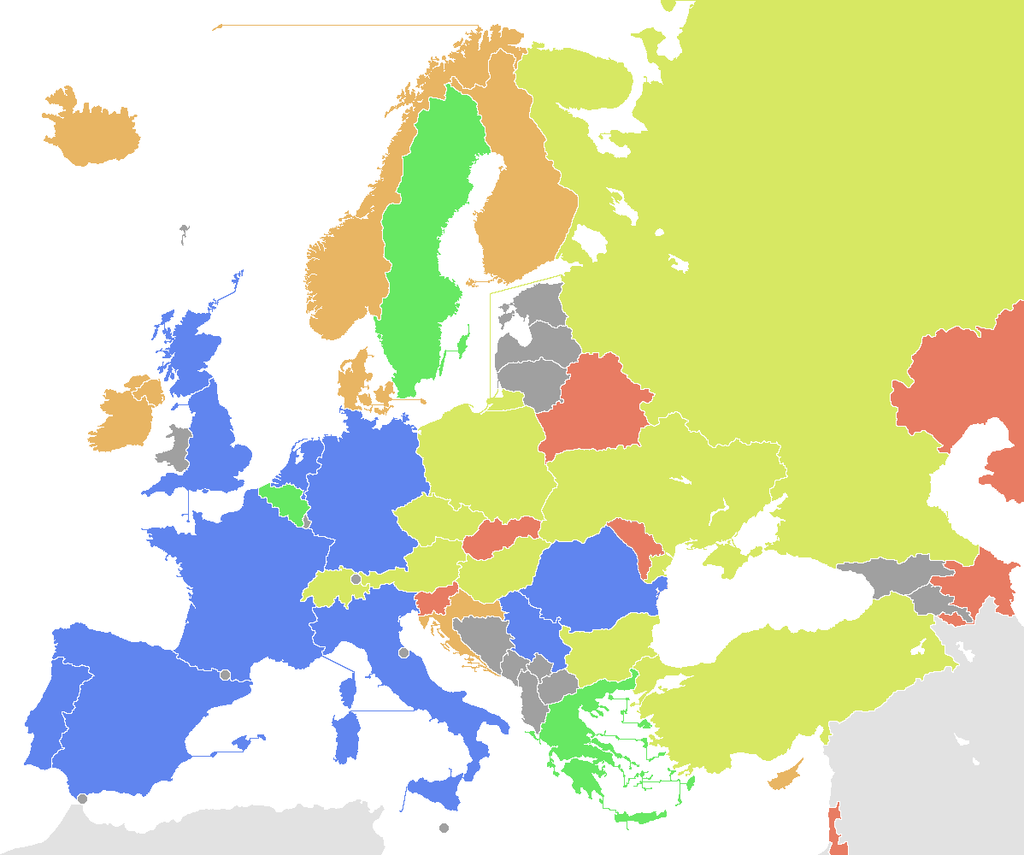
歐洲足協成員國所屬球會曾經獲得過歐冠冠軍
歐洲足協成員國所屬球會曾經獲得過歐冠亞軍
歐洲足協成員國所屬球會曾經進入四强
歐洲足協成員國所屬球會曾經進入淘汰賽
歐洲足協成員國所屬球會曾經進入分組賽
歐洲足協成員國所屬球會未曾進入分組賽
非歐洲足協成員國

本條目記錄有關 歐洲冠軍聯賽紀錄及統計，有關賽事數據由1955–56年賽季首屆歐冠盃開始直至2022–24年賽季為止，包括賽事的外圍賽、分組賽及淘汰賽階段。

## 總括

### 按球隊
| 球會           | 冠軍 | 亞軍 | 冠軍年份                                                                                 | 亞軍年份                                 |
| -------------- | ---- | ---- | ---------------------------------------------------------------------------------------- | ---------------------------------------- |
| 皇家馬德里     | 15   | 3    | 1956, 1957, 1958, 1959, 1960, 1966, 1998, 2000, 2002, 2014, 2016, 2017, 2018, 2022, 2024 | 1962, 1964, 1981                         |
| AC米蘭         | 7    | 4    | 1963, 1969, 1989, 1990, 1994, 2003, 2007                                                 | 1958, 1993, 1995, 2005                   |
| 拜仁慕尼黑     | 6    | 5    | 1974, 1975, 1976, 2001, 2013, 2020                                                       | 1982, 1987, 1999, 2010, 2012             |
| 利物浦         | 6    | 4    | 1977, 1978, 1981, 1984, 2005, 2019                                                       | 1985, 2007, 2018, 2022                   |
| 巴塞隆拿       | 5    | 3    | 1992, 2006, 2009, 2011, 2015                                                             | 1961, 1986, 1994                         |
| 阿積士         | 4    | 2    | 1971, 1972, 1973, 1995                                                                   | 1969, 1996                               |
| 國際米蘭       | 3    | 4    | 1964, 1965, 2010                                                                         | 1967, 1972, 2023, 2025                   |
| 曼聯           | 3    | 2    | 1968, 1999, 2008                                                                         | 2009, 2011                               |
| 祖雲達斯       | 2    | 7    | 1985, 1996                                                                               | 1973, 1983, 1997, 1998, 2003, 2015, 2017 |
| 賓菲加         | 2    | 5    | 1961, 1962                                                                               | 1963, 1965, 1968, 1988, 1990             |
| 車路士         | 2    | 1    | 2012, 2021                                                                               | 2008                                     |
| 諾定咸森林     | 2    | 0    | 1979, 1980                                                                               |                                          |
| 波圖           | 2    | 0    | 1987, 2004                                                                               |                                          |
| 多蒙特         | 1    | 2    | 1997                                                                                     | 2013, 2024                               |
| 些路迪         | 1    | 1    | 1967                                                                                     | 1970                                     |
| 漢堡           | 1    | 1    | 1983                                                                                     | 1980                                     |
| 布加勒斯特星隊 | 1    | 1    | 1986                                                                                     | 1989                                     |
| 馬賽           | 1    | 1    | 1993                                                                                     | 1991                                     |
| 曼城           | 1    | 1    | 2023                                                                                     | 2021                                     |
| 巴黎聖日耳門   | 1    | 1    | 2025                                                                                     | 2020                                     |
| 飛燕諾         | 1    | 0    | 1970                                                                                     |                                          |
| 阿士東維拉     | 1    | 0    | 1982                                                                                     |                                          |
| PSV燕豪芬      | 1    | 0    | 1988                                                                                     |                                          |
| 貝爾格萊德紅星 | 1    | 0    | 1991                                                                                     |                                          |
| 馬德里體育會   | 0    | 3    |                                                                                          | 1974, 2014, 2016                         |
| 蘭斯           | 0    | 2    |                                                                                          | 1956, 1959                               |
| 華倫西亞       | 0    | 2    |                                                                                          | 2000, 2001                               |
| 費倫天拿       | 0    | 1    |                                                                                          | 1957                                     |
| 法蘭克福       | 0    | 1    |                                                                                          | 1960                                     |
| 柏迪遜         | 0    | 1    |                                                                                          | 1966                                     |
| 彭拿典奈高斯   | 0    | 1    |                                                                                          | 1971                                     |
| 列斯聯         | 0    | 1    |                                                                                          | 1975                                     |
| 聖伊天         | 0    | 1    |                                                                                          | 1976                                     |
| 慕遜加柏       | 0    | 1    |                                                                                          | 1977                                     |
| 布魯日         | 0    | 1    |                                                                                          | 1978                                     |
| 馬模           | 0    | 1    |                                                                                          | 1979                                     |
| 羅馬           | 0    | 1    |                                                                                          | 1984                                     |
| 森多利亞       | 0    | 1    |                                                                                          | 1992                                     |
| 利華古遜       | 0    | 1    |                                                                                          | 2002                                     |
| 摩納哥         | 0    | 1    |                                                                                          | 2004                                     |
| 阿仙奴         | 0    | 1    |                                                                                          | 2006                                     |
| 熱刺           | 0    | 1    |                                                                                          | 2019                                     |

### 按國家
| 國家     | 冠軍 | 亞軍 | 奪冠球隊                                                                   |
| -------- | ---- | ---- | -------------------------------------------------------------------------- |
| 西班牙   | 20   | 11   | 皇家馬德里 (15)、巴塞隆拿 (5)                                              |
| 英格兰   | 15   | 11   | 利物浦 (6)、曼聯 (3)、諾定咸森林 (2)、車路士 (2)、阿士東維拉 (1)、曼城 (1) |
| 義大利   | 12   | 18   | AC米蘭 (7)、國際米蘭 (3)、祖雲達斯 (2)                                     |
| 德国     | 8    | 11   | 拜仁慕尼黑 (6)、漢堡 (1)、多蒙特 (1)                                       |
| 荷蘭     | 6    | 2    | 阿積士 (4)、飛燕諾 (1)、PSV燕豪芬 (1)                                      |
| 葡萄牙   | 4    | 5    | 賓菲加 (2)、波圖 (2)                                                       |
| 法國     | 2    | 6    | 馬賽 (1), 巴黎聖日耳門 (1)                                                 |
| 苏格兰   | 1    | 1    | 些路迪 (1)                                                                 |
| 羅馬尼亞 | 1    | 1    | 布加勒斯特星隊 (1)                                                         |
| 南斯拉夫 | 1    | 1    | 貝爾格萊德紅星 (1)                                                         |
| 希腊     | 0    | 1    |                                                                            |
| 比利时   | 0    | 1    |                                                                            |
| 瑞典     | 0    | 1    |                                                                            |

### 按城市
| 城市       | 冠軍 | 亞軍 | 冠軍球隊                 | 亞軍球隊                         |
| ---------- | ---- | ---- | ------------------------ | -------------------------------- |
| 馬德里     | 15   | 6    | 皇家馬德里 (15)          | 皇家馬德里 (3), 馬德里體育會 (3) |
| 米蘭       | 10   | 8    | AC米蘭 (7), 國際米蘭 (3) | AC米蘭 (4), 國際米蘭 (4)         |
| 利物浦     | 6    | 4    | 利物浦 (6)               | 利物浦 (4)                       |
| 慕尼黑     | 6    | 5    | 拜仁慕尼黑 (6)           | 拜仁慕尼黑 (5)                   |
| 巴塞羅那   | 5    | 3    | 巴塞隆拿 (5)             | 巴塞隆拿 (3)                     |
| 曼徹斯特   | 4    | 3    | 曼聯 (3)，曼城 (1)       | 曼聯 (2), 曼城 (1)               |
| 阿姆斯特丹 | 4    | 2    | 阿積士 (4)               | 阿積士 (2)                       |
| 都靈       | 2    | 7    | 祖雲達斯 (2)             | 祖雲達斯 (7)                     |
| 里斯本     | 2    | 5    | 賓菲加 (2)               | 賓菲加 (5)                       |
| 倫敦       | 2    | 3    | 車路士 (2)               | 車路士 (1), 阿仙奴 (1), 熱刺 (1) |
| 諾定咸     | 2    | 0    | 諾定咸森林 (2)           |                                  |
| 波圖       | 2    | 0    | 波圖 (2)                 |                                  |
| 多蒙特     | 1    | 2    | 多蒙特 (1)               | 多蒙特 (2)                       |
| 格拉斯哥   | 1    | 1    | 些路迪 (1)               | 些路迪 (1)                       |
| 漢堡       | 1    | 1    | 漢堡 (1)                 | 漢堡 (1)                         |
| 布加勒斯特 | 1    | 1    | 布加勒斯特星隊 (1)       | 布加勒斯特星隊 (1)               |
| 貝爾格萊德 | 1    | 1    | 貝爾格萊德紅星 (1)       | 柏迪遜 (1)                       |
| 馬賽       | 1    | 1    | 馬賽 (1)                 | 馬賽 (1)                         |
| 巴黎       | 1    | 1    | 巴黎聖日耳門 (1)         | 巴黎聖日耳門 (1)                 |
| 伯明翰     | 1    | 0    | 阿士東維拉 (1)           |                                  |
| 燕豪芬     | 1    | 0    | PSV燕豪芬 (1)            |                                  |
| 鹿特丹     | 1    | 0    | 飛燕諾 (1)               |                                  |

### 歷屆賽事總成績首十位

#### 歐冠盃及欧冠联赛
以下列表統計出歷屆歐冠盃及欧冠联赛所有賽事（包括外圍賽）的總成績，按積分列出最佳成績的十間球會，數據截止於2025年6月1日。
| 排名 | 球會           | 參賽次數 | 賽  | 勝  | 和 | 負  | 入球 | 失球 | 球差 | 積分 | 冠軍 | 決賽 | 四強 | 八強 |
| ---- | -------------- | -------- | --- | --- | -- | --- | ---- | ---- | ---- | ---- | ---- | ---- | ---- | ---- |
| 1    | 皇家馬德里     | 55       | 503 | 302 | 85 | 116 | 1104 | 558  | +548 | 689  | 15   | 18   | 33   | 40   |
| 2    | 拜仁慕尼黑     | 41       | 408 | 244 | 81 | 83  | 856  | 404  | +452 | 569  | 6    | 11   | 21   | 35   |
| 3    | 巴塞隆拿       | 35       | 363 | 212 | 79 | 72  | 730  | 381  | +349 | 503  | 5    | 8    | 18   | 26   |
| 4    | 曼聯           | 30       | 299 | 161 | 70 | 68  | 545  | 299  | +246 | 392  | 3    | 5    | 12   | 19   |
| 5    | 祖雲達斯       | 38       | 311 | 157 | 73 | 81  | 491  | 312  | +179 | 387  | 2    | 9    | 12   | 19   |
| 6    | 利物浦         | 28       | 258 | 150 | 50 | 58  | 490  | 234  | +256 | 350  | 6    | 10   | 12   | 17   |
| 7    | AC米蘭         | 32       | 283 | 138 | 71 | 74  | 457  | 272  | +183 | 347  | 7    | 11   | 14   | 18   |
| 8    | 賓菲加         | 44       | 305 | 136 | 70 | 99  | 503  | 364  | +139 | 342  | 2    | 7    | 8    | 20   |
| 9    | 波圖           | 38       | 277 | 126 | 61 | 90  | 411  | 312  | +99  | 313  | 2    | 2    | 3    | 11   |
| 10   | 阿積士         | 39       | 247 | 112 | 64 | 71  | 396  | 282  | +114 | 288  | 4    | 6    | 9    | 13   |
| 11   | 國際米蘭       | 26       | 228 | 112 | 60 | 56  | 326  | 227  | +99  | 284  | 3    | 7    | 10   | 14   |
| 12   | 阿仙奴         | 23       | 225 | 115 | 47 | 63  | 382  | 236  | +146 | 277  | 0    | 1    | 3    | 9    |
| 13   | 基輔迪納摩     | 40       | 260 | 107 | 57 | 96  | 364  | 321  | +43  | 271  | 0    | 0    | 3    | 9    |
| 14   | 車路士         | 19       | 201 | 104 | 53 | 44  | 342  | 181  | +161 | 261  | 2    | 3    | 8    | 12   |
| 15   | 凯尔特人       | 39       | 238 | 105 | 44 | 89  | 357  | 302  | +55  | 254  | 1    | 2    | 4    | 7    |
| 16   | 多特蒙德       | 23       | 197 | 96  | 38 | 63  | 335  | 244  | +91  | 230  | 1    | 3    | 5    | 11   |
| 17   | 馬德里體育會   | 20       | 180 | 89  | 44 | 47  | 271  | 179  | +92  | 222  | 0    | 3    | 6    | 12   |
| 18   | 巴黎聖日耳曼   | 18       | 172 | 93  | 30 | 49  | 340  | 196  | +144 | 216  | 1    | 2    | 5    | 9    |
| 19   | 燕豪芬         | 32       | 211 | 79  | 52 | 80  | 295  | 280  | +15  | 210  | 1    | 1    | 3    | 8    |
| 20   | 安德列治       | 34       | 200 | 70  | 44 | 86  | 282  | 320  | –38  | 184  | 0    | 0    | 2    | 9    |
| 21   | 曼城           | 15       | 139 | 77  | 28 | 34  | 294  | 164  | +130 | 182  | 1    | 2    | 4    | 8    |
| 22   | 贝尔格莱德红星 | 30       | 167 | 73  | 34 | 60  | 301  | 242  | +59  | 180  | 1    | 1    | 4    | 9    |
| 23   | 萨格勒布迪纳摩 | 26       | 170 | 72  | 35 | 63  | 256  | 240  | +16  | 179  | 0    | 0    | 0    | 0    |
| 24   | 格拉斯哥流浪   | 34       | 179 | 65  | 44 | 70  | 249  | 260  | –11  | 174  | 0    | 0    | 2    | 6    |
| 25   | 加拉塔沙雷     | 29       | 191 | 63  | 46 | 82  | 239  | 301  | –62  | 172  | 0    | 0    | 1    | 5    |

## 球隊

### 參賽次數
- 以下列出由統計歐冠盃（1955–56年至1991–92年）及歐洲冠軍聯賽（1992–93年至2019–20年）各支球隊的參賽次數（首20位），次數包括外圍賽及附加賽，數據截止於2019–20年賽季。

| 球隊           | 歐冠盃參賽次數 | 欧冠联赛參賽次數 | 總數 | 晉身欧冠联赛分組賽次數 | 首次參賽  | 最近參賽  |
| -------------- | -------------- | ---------------- | ---- | ---------------------- | --------- | --------- |
| 皇家馬德里     | 26次           | 25次             | 51次 | 25次                   | 1955–56年 | 2020–21年 |
| 賓菲加         | 24次           | 16次             | 40次 | 15次                   | 1957–58年 | 2020–21年 |
| 安德列治       | 21次           | 18次             | 39次 | 12次                   | 1955–56年 | 2017–18年 |
| 拜仁慕尼黑     | 13次           | 24次             | 37次 | 24次                   | 1969–70年 | 2020–21年 |
| 祖雲達斯       | 14次           | 21次             | 35次 | 21次                   | 1958–59年 | 2020–21年 |
| 阿積士         | 15次           | 21次             | 36次 | 15次                   | 1957–58年 | 2019–20年 |
| 波圖           | 10次           | 24次             | 34次 | 24次                   | 1959–60年 | 2020–21年 |
| 些路迪         | 15次           | 19次             | 34次 | 10次                   | 1966–67年 | 2019–20年 |
| / 基輔戴拿模   | 17次           | 20次             | 33次 | 16次                   | 1965–66年 | 2020–21年 |
| 奧林比亞高斯   | 11次           | 22次             | 33次 | 19次                   | 1959–60年 | 2020–21年 |
| 格拉斯哥流浪   | 13次           | 17次             | 30次 | 10次                   | 1956–57年 | 2011–12年 |
| 连菲特         | 17次           | 12次             | 29次 | 00次                   | 1959–60年 | 2019–20年 |
| AC米蘭         | 11次           | 17次             | 28次 | 17次                   | 1955–56年 | 2013–14年 |
| 曼聯           | 05次           | 23次             | 28次 | 23次                   | 1956–57年 | 2018–19年 |
| 布加勒斯特星隊 | 11次           | 16次             | 27次 | 07次                   | 1957–58年 | 2017–18年 |
| 費倫巴治       | 12次           | 14次             | 26次 | 06次                   | 1959–60年 | 2018–19年 |
| 加拉塔沙雷     | 09次           | 17次             | 26次 | 16次                   | 1956–57年 | 2019–20年 |
| 索菲亞中央陸軍 | 21次           | 04次             | 25次 | 00次                   | 1956–57年 | 2005–06年 |
| 祖尼斯         | 17次           | 05次             | 22次 | 00次                   | 1958–59年 | 2010–11年 |
| 阿仙奴         | 02次           | 19次             | 21次 | 19次                   | 1971–72年 | 2016–17年 |
| 多蒙特         | 03次           | 16次             | 19次 | 15次                   | 1956–57年 | 2020–21年 |

### 按晉身四強次數（歐冠盃及欧冠联赛）
- 粗體字代表球隊晉身決賽階段。

| 球隊             | 晉身四強次數 | 晉身四強賽季 |
| ---------------- | ------------ | --- |
| 皇家馬德里       | 33次         | 1956年，1957年，1958年，1959年，1960年，1962年，1964年，1966年，1968年，1973年， 1976年，1980年，1981年，1987年，1988年，1989年，1998年，2000年，2001年，2002年， 2003年，2011年，2012年，2013年，2014年，2015年，2016年，2017年，2018年，2021年， 2022年，2023年，2024年 |
| 拜仁慕尼黑       | 21次         | 1974年，1975年，1976年，1981年，1982年，1987年，1990年，1991年，1995年，1999年， 2000年，2001年，2010年，2012年，2013年，2014年，2015年，2016年，2018年，2020年， 2024年                                                                                                  |
| 巴塞隆拿         | 18次         | 1960年，1961年，1975年，1986年，1992年，1994年，2000年，2002年，2006年，2008年， 2009年，2010年，2011年，2012年，2013年，2015年，2019年，2025年 |
| AC米蘭           | 14次         | 1956年，1958年，1963年，1969年，1989年，1990年，1993年，1994年，1995年，2003年， 2005年，2006年，2007年，2023年 |
| 曼聯             | 12次         | 1957年，1958年，1966年，1968年，1969年，1997年，1999年，2002年，2007年，2008年， 2009年，2011年 |
| 利物浦           | 12次         | 1965年，1977年，1978年，1981年，1984年，1985年，2005年，2007年，2008年，2018年， 2019年，2022年 |
| 祖雲達斯         | 12次         | 1968年，1973年，1978年，1983年，1985年，1996年，1997年，1998年，1999年，2003年， 2015年，2017年 |
| 國際米蘭         | 10次         | 1964年，1965年，1966年，1967年，1972年，1981年，2003年，2010年，2023年，2025年 |
| 阿積士           | 9次          | 1969年，1971年，1972年，1973年，1980年，1995年，1996年，1997年，2019年 |
| 賓菲加           | 8次          | 1961年，1962年，1963年，1965年，1968年，1972年，1988年，1990年 |
| 車路士           | 8次          | 2004年，2005年，2007年，2008年，2009年，2012年，2014年，2021年 |
| 馬德里競技       | 6次          | 1959年，1971年，1974年，2014年，2016年，2017年 |
| 多蒙特           | 5次          | 1964年，1997年，1998年，2013年，2024年 |
| 巴黎聖日耳門     | 5次          | 1995年，2020年，2021年，2024年，2025年 |
| 貝爾格萊德紅星   | 4次          | 1957年，1971年，1991年，1992年 |
| 些路迪           | 4次          | 1967年，1970年，1972年，1974年 |
| 摩納哥           | 4次          | 1994年，1998年，2004年，2017年 |
| 曼城             | 4次          | 2016年，2021年，2022年，2023年 |
| 漢堡             | 3次          | 1961年，1980年，1983年 |
| 列斯聯           | 3次          | 1970年，1975年，2001年 |
| 彭拿典奈高斯     | 3次          | 1971年，1985年，1996年 |
| PSV燕豪芬        | 3次          | 1976年，1988年，2005年 |
| 基輔戴拿模       | 3次          | 1977年，1987年，1999年 |
| 布格勒斯特星隊   | 3次          | 1986年，1988年，1989年 |
| 波圖             | 3次          | 1987年，1994年，2004年 |
| 馬賽             | 3次          | 1990年，1991年，1993年 |
| 阿仙奴           | 3次          | 2006年，2009年，2025年 |
| 蘭斯             | 2次          | 1956年，1959年 |
| 格拉斯哥流浪     | 2次          | 1960年，1993年 |
| 热刺             | 2次          | 1962年，2019年 |
| 飛燕諾           | 2次          | 1963年，1970年 |
| 蘇黎世           | 2次          | 1964年，1977年 |
| 索菲亞中央陸軍   | 2次          | 1967年，1982年 |
| 聖伊天           | 2次          | 1975年，1976年 |
| 慕遜加柏         | 2次          | 1977年，1978年 |
| 諾定咸森林       | 2次          | 1979年，1980年 |
| 安德列治         | 2次          | 1982年，1986年 |
| 羅馬             | 2次          | 1984年，2018年 |
| 哥登堡           | 2次          | 1986年，1993年 |
| 巴伦西亚         | 2次          | 2000年，2001年 |
| 維拉利爾         | 2次          | 2006年，2022年 |
| 里昂             | 2次          | 2010年，2020年 |
| 喜伯年           | 1次          | 1956年 |
| 費倫天拿         | 1次          | 1957年 |
| 華薩斯SC         | 1次          | 1958年 |
| 年輕人           | 1次          | 1959年 |
| 法兰克福         | 1次          | 1960年 |
| 維也納迅速       | 1次          | 1961年 |
| 标准列治         | 1次          | 1962年 |
| 登地             | 1次          | 1963年 |
| 吉奥利ETO        | 1次          | 1965年 |
| 柏迪遜           | 1次          | 1966年 |
| 布拉格杜克拉     | 1次          | 1967年 |
| 特納瓦斯巴達     | 1次          | 1969年 |
| 華沙萊吉亞       | 1次          | 1970年 |
| 打比郡           | 1次          | 1973年 |
| 烏伊佩斯特       | 1次          | 1974年 |
| 布魯日           | 1次          | 1978年 |
| 奧地利維也納     | 1次          | 1979年 |
| 科隆             | 1次          | 1979年 |
| 馬模             | 1次          | 1979年 |
| 阿士東維拉       | 1次          | 1982年 |
| 皇家蘇斯達       | 1次          | 1983年 |
| 威德優           | 1次          | 1983年 |
| 布加勒斯特戴拿模 | 1次          | 1984年 |
| 登地聯           | 1次          | 1984年 |
| 波爾多           | 1次          | 1985年 |
| 加拉塔沙雷       | 1次          | 1989年 |
| 莫斯科斯巴達     | 1次          | 1991年 |
| 布拉格斯巴達     | 1次          | 1992年 |
| 森多利亞         | 1次          | 1992年 |
| 南特             | 1次          | 1996年 |
| 利華古遜         | 1次          | 2002年 |
| 拉科魯尼亞       | 1次          | 2004年 |
| 史浩克04         | 1次          | 2011年 |
| RB萊比錫         | 1次          | 2020年 |

備註：由於1991/92年賽季及1992/93年賽季沒有進行準決賽改以分組賽形式，分組賽冠軍（1991/92年賽季冠軍為森多利亞及巴塞隆拿，1992/93年賽季冠軍為馬賽及AC米蘭）及亞軍（1991/92年賽季亞軍為貝爾格萊德紅星及布拉格斯巴達，1992/93年賽季亞軍為格拉斯哥流浪及哥德堡）則當作晉身四強階段。

### 按晉身八強及四強次數（歐冠）
- 拜仁慕尼黑以22次保持晉身歐冠八強次數最多紀錄。
- 皇家馬德里以16次成為晉身歐冠四強次數最多紀錄。
- 巴塞隆拿於2008年至2019年連續12年晉身歐冠八強，為連續最多次晉身歐冠八強紀錄。
- 皇家馬德里於2010–11年至2017–18年連續8年晉身歐冠四強，為連續最多次晉身歐冠四強紀錄。
- 由八強晉身四強成功率最高為RB萊比錫、列斯聯及南特，它們從未於八強被淘汰。
- 由八強晉身四強成功率最低為賓菲加，曾經於四次晉身歐冠八強都被淘汰出局。
- 由四強晉身決賽成功率最高為華倫西亞，曾經於兩次晉身歐冠四強全部都成功晉身決賽。
- 粗體字代表球隊晉身決賽階段。

| 球隊           | 晉身八強年份（於八強被淘汰）                                            | 晉身四強年份 | 晉身八強 次數 | 晉身四強 次數 |
| -------------- | ----------------------------------------------------------------------- | --- | ------------- | ------------- |
| 拜仁慕尼黑     | 1998年，2002年，2005年，2007年，2009年， 2017年，2021年，2022年，2025年 | 1995年，1999年，2000年，2001年，2010年， 2012年，2013年，2014年，2015年，2016年， 2018年，2020年，2024年                                  | 22次          | 13次          |
| 皇家馬德里     | 1996年，1999年，2004年，2025年                                          | 1998年，2000年，2001年，2002年，2003年， 2011年，2012年，2013年，2014年，2015年， 2016年，2017年，2018年，2021年，2022年， 2023年，2024年 | 21次          | 17次          |
| 巴塞隆拿       | 1995年，2003年，2014年，2016年，2017年， 2018年，2020年                 | 1994年，2000年，2002年，2006年，2008年， 2009年，2010年，2011年，2012年，2013年， 2015年，2019年，2025年                                  | 20次          | 13次          |
| 曼聯           | 1998年，2000年，2001年，2003年，2010年， 2014年，2019年                 | 1997年，1999年，2002年，2007年，2008年， 2009年，2011年                                                                                   | 14次          | 7次           |
| 車路士         | 2000年，2011年，2022年                                                  | 2004年，2005年，2007年，2008年，2009年， 2012年，2014年，2021年                                                                           | 11次          | 8次           |
| 祖雲達斯       | 2005年，2006年，2013年，2018年，2019年                                  | 1996年，1997年，1998年，1999年，2003年， 2015年，2017年                                                                                   | 12次          | 7次           |
| 波圖           | 1993年，1997年，2000年，2009年，2015年， 2019年，2021年                 | 1994年，2004年 | 9次           | 2次           |
| AC米蘭         | 2004年，2012年                                                          | 1994年，1995年，2003年，2005年，2006年， 2007年，2023年                                                                                   | 9次           | 7次           |
| 利物浦         | 2002年，2009年，2021年                                                  | 2005年，2007年，2008年，2018年，2019年， 2022年                                                                                           | 9次           | 6次           |
| 巴黎聖日門     | 2013年，2014年，2015年，2016年                                          | 1995年，2020年，2021年，2024年，2025年 | 9次           | 5次           |
| 多蒙特         | 1996年，2014年，2017年，2021年，2025年                                  | 1997年，1998年，2013年，2024年 | 9次           | 4次           |
| 國際米蘭       | 1999年，2005年，2006年，2011年                                          | 2003年，2010年，2023年，2025年 | 8次           | 4次           |
| 曼城           | 2018年，2019年，2020年                                                  | 2016年，2021年，2022年，2023年 | 7次           | 4次           |
| 馬德里體育會   | 1997年，2015年，2020年，2022年                                          | 2014年，2016年，2017年 | 7次           | 3次           |
| 阿仙奴         | 2001年，2004年，2008年，2010年                                          | 2006年，2009年，2025年 | 7次           | 3次           |
| 阿積士         | 2003年                                                                  | 1995年，1996年，1997年，2019年 | 5次           | 4次           |
| 摩納哥         | 2015年                                                                  | 1994年，1998年，2004年，2017年 | 5次           | 4次           |
| 華倫西亞       | 2003年，2007年                                                          | 2000年，2001年 | 4次           | 2次           |
| 里昂           | 2004年，2005年，2006年                                                  | 2010年，2020年 | 5次           | 2次           |
| 賓菲加         | 1995年，2006年，2012年，2016年，2022年                                  | | 5次           | 0次           |
| PSV燕豪芬      | 1993年，2007年                                                          | 2005年 | 3次           | 1次           |
| 拉科魯尼亞     | 2001年，2002年                                                          | 2004年 | 3次           | 1次           |
| 羅馬           | 2007年，2008年                                                          | 2018年 | 3次           | 1次           |
| 史浩克04       | 2008年                                                                  | 2011年 | 2次           | 1次           |
| 維拉利爾       | 2009年                                                                  | 2006年，2022年 | 3次           | 2次           |
| 利華古遜       | 1998年                                                                  | 2002年 | 2次           | 1次           |
| 基輔戴拿模     | 1998年                                                                  | 1999年 | 2次           | 1次           |
| 彭拿典奈高斯   | 2002年                                                                  | 1996年 | 2次           | 1次           |
| 馬賽           | 2012年                                                                  | 1993年 | 2次           | 1次           |
| 哥登堡         | 1995年                                                                  | 1993年 | 2次           | 1次           |
| 加拉塔沙雷     | 2001年，2013年                                                          | | 2次           | 0次           |
| 熱刺           | 2011年                                                                  | 2019年 | 2次           | 1次           |
| 列斯聯         |                                                                         | 2001年 | 1次           | 1次           |
| 南特           |                                                                         | 1996年 | 1次           | 1次           |
| RB萊比錫       |                                                                         | 2020年 | 1次           | 1次           |
| 莫斯科斯巴达   | 1996年                                                                  | | 1次           | 0次           |
| 禾夫斯堡       | 2016年                                                                  | | 1次           | 0次           |
| 馬拉加         | 2013年                                                                  | | 1次           | 0次           |
| 尼科西亞       | 2012年                                                                  | | 1次           | 0次           |
| 薩克達         | 2011年                                                                  | | 1次           | 0次           |
| 莫斯科中央陸軍 | 2010年                                                                  | | 1次           | 0次           |
| 波爾多         | 2010年                                                                  | | 1次           | 0次           |
| 費倫巴治       | 2008年                                                                  | | 1次           | 0次           |
| 拉素           | 2000年                                                                  | | 1次           | 0次           |
| 凱沙羅頓       | 1999年                                                                  | | 1次           | 0次           |
| 奧林比亞高斯   | 1999年                                                                  | | 1次           | 0次           |
| 歐賽爾         | 1997年                                                                  | | 1次           | 0次           |
| 洛辛堡         | 1997年                                                                  | | 1次           | 0次           |
| 歷基亞         | 1996年                                                                  | | 1次           | 0次           |
| 夏積杜克       | 1995年                                                                  | | 1次           | 0次           |
| 李斯特城       | 2017年                                                                  | | 1次           | 0次           |
| 西維爾         | 2018年                                                                  | | 1次           | 0次           |
| 阿特蘭大       | 2020年                                                                  | | 1次           | 0次           |
| 阿士東維拉     | 2025年                                                                  | | 1次           | 0次           |

### 按晉身決賽次數（歐冠盃及欧冠联赛）
- 現時共有42支球隊曾經晉身歐冠盃及欧冠联赛決賽，當中有24支球隊奪得冠軍，19隊最高只拿過亞軍。
- 晉身決賽次數最多為皇家馬德里的18次，其餘10次以上的有拜仁慕尼黑12次、AC米蘭11次、利物浦10次。
- 皇家馬德里於1956年至1960年間連續五次奪冠，成為連續晉身決賽最多的球隊，其次為阿積士、拜仁慕尼黑、AC米蘭、祖雲達斯的连续三次，皇家馬德里在2016年至2018年亦同樣創出連續三次晉身決賽。
- 歷史上只有一支球隊在改制為歐冠後連續三年晉身決賽並奪得冠軍：
  - 皇家馬德里（2016年，2017年，2018年）
- 歷史上只有兩支球隊兩度晉身決賽並奪得冠軍：
  - 諾定咸森林（1979年，1980年）
  - 波圖（1987年，2004年）。
- 歷史上只有四支球隊晉身決賽一次並奪得冠軍：
  - 飛燕諾（1970年）
  - 阿士東維拉（1982年）
  - PSV燕豪芬（1988年）
  - 貝爾格萊德紅星（1991年）
- 兩支球隊兩度晉級決賽而並未奪冠，馬德里競技則是三度晉級決賽而未奪冠：
  - 兰斯（1956年，1959年）
  - 巴伦西亚（2000年，2001年）
  - 馬德里競技（1974年，2014年，2016年）
- 歷史上只有三支曾奪冠球隊獲得亞軍的次數比冠軍多：
  - 賓菲加獲得兩次冠軍（1961年，1962年）及五次亞軍（1963年，1965年，1968年，1988年，1990年）
  - 祖雲達斯獲得兩次冠軍（1985年，1996年奪冠）及七次亞軍（1973年，1983年，1997年，1998年，2003年，2015年，2017年）
  - 多蒙特獲得一次冠軍（1997年）及兩次亞軍（2013年，2024年）
- 由1975年至1979年，連續五年出現首次晉身決賽的球隊（列斯聯、聖伊天、慕遜加柏、布魯日、馬模），但全部都被擊敗。
- 列表中的粗體字代表球隊奪得冠軍。

| 球隊           | 晉身決賽次數 | 冠軍次數 | 亞軍次數 | 晉身決賽年份 |
| -------------- | ------------ | -------- | -------- | --- |
| 皇家馬德里     | 18次         | 15次     | 3次      | 1956年，1957年，1958年，1959年，1960年，1962年，1964年，1966年，1981年，1998年， 2000年，2002年，2014年，2016年，2017年，2018年，2022年，2024年 |
| 拜仁慕尼黑     | 12次         | 6次      | 6次      | 1974年，1975年，1976年，1981年，1982年，1987年，1999年，2001年，2010年，2012年， 2013年，2020年                                                 |
| AC米蘭         | 11次         | 7次      | 4次      | 1958年，1963年，1969年，1989年，1990年，1993年，1994年，1995年，2003年，2005年， 2007年                                                         |
| 利物浦         | 10次         | 6次      | 4次      | 1977年，1978年，1981年，1984年，1985年，2005年，2007年，2018年，2019年，2022年                                                                  |
| 祖雲達斯       | 9次          | 2次      | 7次      | 1973年，1983年，1985年，1996年，1997年，1998年，2003年，2015年，2017年                                                                          |
| 巴塞隆拿       | 8次          | 5次      | 3次      | 1961年，1986年，1992年，1994年，2006年，2009年，2011年，2015年                                                                                  |
| 賓菲加         | 7次          | 2次      | 5次      | 1961年，1962年，1963年，1965年，1968年，1988年，1990年                                                                                          |
| 阿積士         | 6次          | 4次      | 2次      | 1969年，1971年，1972年，1973年，1995年，1996年                                                                                                  |
| 曼聯           | 5次          | 3次      | 2次      | 1968年，1999年，2008年，2009年，2011年 |
| 國際米蘭       | 6次          | 3次      | 3次      | 1964年，1965年，1967年，1972年，2010年，2023年，2025年                                                                                          |
| 馬德里體育會   | 3次          | 0次      | 3次      | 1974年，2014年，2016年 |
| 多蒙特         | 3次          | 1次      | 2次      | 1997年，2013年，2024年 |
| 諾定咸森林     | 2次          | 2次      | 0次      | 1979年，1980年 |
| 波圖           | 2次          | 2次      | 0次      | 1987年，2004年 |
| 些路迪         | 2次          | 1次      | 1次      | 1967年，1970年 |
| 漢堡           | 2次          | 1次      | 1次      | 1980年，1983年 |
| 布格勒斯特星隊 | 2次          | 1次      | 1次      | 1986年，1989年 |
| 馬賽           | 2次          | 1次      | 1次      | 1991年，1993年 |
| 車路士         | 2次          | 1次      | 1次      | 2008年，2012年 |
| 曼城           | 2次          | 1次      | 1次      | 2021年、2023年 |
| 巴黎聖日門     | 2次          | 1次      | 1次      | 2020年、2025年 |
| 蘭斯           | 2次          | 0次      | 2次      | 1956年，1959年 |
| 巴伦西亚       | 2次          | 0次      | 2次      | 2000年，2001年 |
| 飛燕諾         | 1次          | 1次      | 0次      | 1970年 |
| 阿士東維拉     | 1次          | 1次      | 0次      | 1982年 |
| PSV燕豪芬      | 1次          | 1次      | 0次      | 1988年 |
| 貝爾格萊德紅星 | 1次          | 1次      | 0次      | 1991年 |
| 費倫天拿       | 1次          | 0次      | 1次      | 1957年 |
| 法兰克福       | 1次          | 0次      | 1次      | 1960年 |
| 柏迪遜         | 1次          | 0次      | 1次      | 1966年 |
| 彭拿典奈高斯   | 1次          | 0次      | 1次      | 1971年 |
| 列斯聯         | 1次          | 0次      | 1次      | 1975年 |
| 聖伊天         | 1次          | 0次      | 1次      | 1976年 |
| 慕遜加柏       | 1次          | 0次      | 1次      | 1977年 |
| 布魯日         | 1次          | 0次      | 1次      | 1978年 |
| 馬模           | 1次          | 0次      | 1次      | 1979年 |
| 羅馬           | 1次          | 0次      | 1次      | 1984年 |
| 森多利亞       | 1次          | 0次      | 1次      | 1992年 |
| 利華古遜       | 1次          | 0次      | 1次      | 2002年 |
| 摩納哥         | 1次          | 0次      | 1次      | 2004年 |
| 阿仙奴         | 1次          | 0次      | 1次      | 2006年 |
| 热刺           | 1次          | 0次      | 1次      | 2019年 |

### 两支球队连续多赛季交手
| 连续赛季数 | 连续交手回合次数 | 交手球队                | 交手赛季及阶段                                                                      |
| ---------- | ---------------- | ----------------------- | ----------------------------------------------------------------------------------- |
| 5          | 5                | 利物浦-切尔西           | 2004-05年半决赛，2005-06年小组赛，2006-07年半决赛，2007-08年半决赛，2008-09年八进四 |
| 4          | 4                | 皇家马德里-马德里竞技   | 2013-14年决赛，2014-15年八进四，2015-16年决赛，2016-17年半决赛                      |
| 4          | 4                | 皇家马德里-曼城         | 2021-22年半决赛，2022-23年半决赛，2023-24年八进四，2024-25年十六进八                |
| 3          | 3                | 巴塞罗那-切尔西         | 2004-05年十六进八，2005-06年十六进八，2006-07年小组赛                               |
| 3          | 3                | 皇家马德里-阿贾克斯     | 2010-11年小组赛，2011-12年小组赛，2012-13年小组赛                                   |
| 3          | 3                | 曼城-顿涅茨克矿工       | 2017-18年小组赛，2018-19年小组赛，2019-2020年小组赛                                 |
| 3          | 3                | 皇家马德里-利物浦       | 2020-21年八进四，2021-22年决赛，2022-23年小组赛                                     |
| 3          | 3                | 皇家马德里-顿涅茨克矿工 | 2020-21年小组赛，2021-22年小组赛，2022-23年小组赛                                   |
| 2          | 3                | 曼联-罗马               | 2006-07年八进四，2007-08年小组赛、八进四                                            |
| 2          | 3                | AC米兰-巴塞罗那         | 2011-12年小组赛、八进四，2012-13年十六进八                                          |
| 2          | 3                | 皇家马德里-多特蒙德     | 2012-13年小组赛、半决赛，2013-14年八进四                                            |

### 球會主席紀錄
- Jaap van Praag 及 Michael van Praag是第一對父子以球會主席身份奪得歐冠盃及歐聯冠軍，Jaap van Praag於阿積士擔任球會主席期間奪得1970–71年，1971–72年及1972–73年三項歐冠盃冠軍，及後兒子Michael van Praag再為阿積士於1994–95年奪得歐聯冠軍。
- Angelo Moratti 及 Massimo Moratti是第兩對父子以球會主席身份奪得歐冠盃及歐聯冠軍，Angelo Moratti於國際米蘭擔任球會主席期間奪得1963–64年及1971–72年兩項歐冠盃冠軍，及後兒子Massimo Moratti再為國際米蘭於2009–10年奪得歐聯冠軍。

### 夺冠历程

#### 不敗奪冠
- 歷史上共有12支球隊以不敗成績奪得歐冠盃或歐聯冠軍，其中有4隊更曾兩度完成，拜仁慕尼黑更是全勝奪冠。
  - 利物浦於1980–81年賽季以6勝3和的成績及1983–84年賽季以7勝2和的成績奪冠。
  - AC米蘭於1988–89年賽季以5勝4和的成績及1993–94年賽季以7勝5和的成績奪冠。
  - 阿積士於1971–72年賽季以7勝2和的成績及1994–95年賽季以7勝4和的成績奪冠。
  - 曼聯於1998–99年賽季以5勝6和的成績及2007–08年賽季以9勝4和的成績奪冠。
  - 國際米蘭於1963–64年賽季以7勝2和的成績奪冠。
  - 諾定咸森林於1978–79年賽季以6勝3和的成績奪冠。
  - 貝爾格萊德紅星於1990–91年賽季以5勝4和的成績奪冠。
  - 馬賽於1992–93年賽季以7勝4和的成績奪冠。
  - 巴塞隆拿於2005–06年賽季以9勝4和的成績奪冠。
  - 拜仁慕尼黑於2019–20年賽季以11勝的成績奪冠。
  - 曼城於2022–23年賽季以8勝5和的成績奪冠。
  - 皇家马德里於2023–24年賽季以9勝4和的成績奪冠。

#### 淘汰近年冠军球队夺冠
| 球队及夺冠赛季 | 球队及夺冠赛季 | 小组赛     | 小组赛                           | 十六强淘汰赛/第二轮小组赛） | 十六强淘汰赛/第二轮小组赛） | 四分之一决赛 | 四分之一决赛                     | 半决赛     | 半决赛                           | 决赛       | 决赛                             |
| -------------- | -------------- | ---------- | -------------------------------- | --------------------------- | --------------------------- | ------------ | -------------------------------- | ---------- | -------------------------------- | ---------- | -------------------------------- |
| 皇家马德里     | 2021-22年赛季  |            |                                  | 巴黎圣日耳曼                | 2021-22法甲冠军             | 切尔西       | 欧冠卫冕冠军                     | 曼城       | 2020-21英超冠军、2021-22英超冠军 |            |                                  |
| 皇家马德里     | 2017-18年赛季  |            |                                  | 巴黎圣日耳曼                | 2017-18法甲冠军             | 尤文图斯     | 2016-17意甲冠军、2017-18意甲冠军 | 拜仁慕尼黑 | 2016-17德甲冠军、2017-18德甲冠军 |            |                                  |
| 巴塞罗那       | 2014-15年赛季  |            |                                  |                             |                             | 巴黎圣日耳曼 | 2013-14法甲冠军、2014-15法甲冠军 | 拜仁慕尼黑 | 2013-14德甲冠军、2014-15德甲冠军 | 尤文图斯   | 2013-14意甲冠军、2014-15意甲冠军 |
| 皇家马德里     | 2013-14年赛季  | 尤文图斯   | 2012-13意甲冠军、2013-14意甲冠军 |                             |                             |              |                                  | 拜仁慕尼黑 | 2012-13西甲冠军、2013-14德甲冠军 | 马德里竞技 | 2013-14西甲冠军                  |
| 拜仁慕尼黑     | 2012-13年赛季  |            |                                  |                             |                             | 尤文图斯     | 2012-13意甲冠军                  | 巴塞罗那   | 2012-13西甲冠军                  | 多特蒙德   | 2011-12德甲冠军                  |
| 国际米兰       | 2009-10年赛季  |            |                                  | 切尔西                      | 2009-10英超冠军             |              |                                  | 巴塞罗那   | 2008-09西甲冠军、2009-10西甲冠军 | 拜仁慕尼黑 | 2009-10德甲冠军                  |
| 巴塞罗那       | 2008-09年赛季  |            |                                  | 里昂                        | 2007-08法甲冠军             | 拜仁慕尼黑   | 2007-08德甲冠军                  |            |                                  | 曼联       | 欧冠卫冕冠军                     |
| AC米兰         | 2002-03年赛季  | 拜仁慕尼黑 | 2002-03德甲冠军                  | 多特蒙德                    | 2001-02德甲冠军             |              |                                  |            |                                  | 尤文图斯   | 2001-02意甲冠军、2002-03意甲冠军 |
| 曼联           | 1998-99年赛季  | 巴塞罗那   | 1997-98西甲冠军、1998-99西甲冠军 |                             |                             |              |                                  | 尤文图斯   | 1997-98意甲冠军                  | 拜仁慕尼黑 | 1998-99德甲冠军                  |
| 多特蒙德       | 1996-97年赛季  |            |                                  |                             |                             | 欧塞尔       | 1995-96法甲冠军                  | 曼联       | 1995-96英超冠军、1996-97英超冠军 | 尤文图斯   | 1996-97意甲冠军                  |

### 單場最多入球
- 歐冠盃及歐冠联赛單場最多入球的比賽：
  - 1969–70賽季，费耶诺德 12–2 KR雷克雅未克
- 欧冠联赛（1992-93年賽季之後）單場最多入球的比賽：
  - 2016–17賽季，多特蒙德 8–4 华沙莱吉亚
- 歐冠決賽單場最多入球的比賽：
  - 1959–60賽季，皇家馬德里 7–3 法蘭克福

### 單場最大比數
- 歐冠盃（1992-93年賽季之前）單場比數差距超過十球或以上的比賽：
  - 1973–74年賽季，布加勒斯特戴拿模 11–0 十字軍
  - 1969–70年賽季，飛燕諾 12–2 KR雷克雅未克
  - 1956–57年賽季，曼聯 10–0 安德列治
  - 1962–63年賽季，葉士域治 10–0 
  - 1965–66年賽季，賓菲加 10–0 杜迪蘭治（Stade Dudelange）
  - 1969–70年賽季，列斯聯 10–0 利恩
  - 1970–71年賽季，慕遜加柏 10–0 EPA Larnaca
  - 1979–80年賽季，阿積士 10–0 奧摩尼亞
- 歐聯（1992-93年賽季之後）單場比數差距最大的比賽：  
  - 2011–12年賽季，HJK赫爾辛基 10–0 班戈爾城
- 歐冠盃及歐聯在非決賽階段單場比數差距最大的比賽：  
  - 1957–58年賽季，皇家馬德里 8–0 西維爾
  - 2007–08年賽季，利物浦 8–0 比錫達斯
  - 2015–16年賽季，皇家馬德里 8–0 馬模FF
- 歐聯在淘汰賽階段單場比數差距最大的比賽： 
  - 2011–12年賽季，拜仁慕尼黑 7–0 巴素利
  - 2014–15年賽季，拜仁慕尼黑 7–0 薩克達
- 在決賽階段單場比數差距最大的比賽： 
  - 2024–25年赛季，巴黎圣日耳曼 5–0 国际米兰

### 兩回合最大比數
- 歐冠盃（1992-93年賽季之前）兩回合計比數差距最大的比賽：
  - 1965–66年賽季，賓菲加 18–0 杜迪蘭治（Stade Dudelange），兩回合比數為10–0，8–0
- 歐聯（1992-93年賽季之後）兩回合計比數差距最大的比賽：
  - 2011–12年賽季，HJK赫爾辛基 13–0 班戈爾城，兩回合比數為3–0，10–0
- 歐聯在初賽階段兩回合計比數差距最大的比賽：
  - 2011–12年賽季，拜仁慕尼黑 12–1 士砵亭，兩回合比數為5–0，7–1
- 歐冠盃及歐聯在八強階段兩回合計比數差距最大的比賽：
  - 1957–58年賽季，皇家馬德里 10–2 西維爾，兩回合比數為8–0，2–2
  - 1998–99年賽季，拜仁慕尼黑 6–0 凱沙羅頓，兩回合比數為4–0，2–0
- 歐冠盃及歐聯在四強階段兩回合計比數差距最大的比賽：
  - 1957–58年賽季，法蘭克福 12–4 西維爾，兩回合比數為6–1，6–3
  - 2012–13年賽季，拜仁慕尼黑 7–0 巴塞隆拿，兩回合比數為4–0，3–0

### 決定勝負方法
- 重賽
  - 第一場重賽於1956–57年賽季進行，由於多蒙特與盧森堡體育會（CA Spora Luxembourg）兩回合賽和五比五需要重賽，最終多蒙特以重賽七比零大勝盧森堡體育會晉級。
  - 最後一場重賽於1968–69年賽季進行，由於阿積士與賓菲加兩回合賽和四比四需要重賽，最終阿積士以重賽三比零大勝賓菲加晉級。
  - 在決賽第一次以及唯一一次重賽於1973–74年賽季進行，由於拜仁慕尼黑與馬德里體育會賽和一比一需要重賽，最終拜仁慕尼黑以重賽四比零大勝馬德里體育會奪冠。
  - 歐冠盃一共進行過32場重賽，馬德里體育會及SC卡爾-馬克思城威斯麥共同進行過四場重賽為最多，皇家馬德里是唯一一隊三場重賽都取得勝利，並且最終取得冠軍（1956–57，1958–59及1961–62），飛燕諾是唯一一隊單季內勝出兩場重賽，於1962–63年賽季對戰華沙斯及塞尔维特。
- 擲硬幣
  - 歐冠盃第一次擲硬幣決定勝負是在1957–58年賽季進行，由於SC卡爾-馬克思城威斯麥與Gwardia Warszawa重賽時比賽至100分鐘因為泛光燈停電而腰斬賽事，雙方同意後決定擲硬幣決定勝負。
  - 歐冠盃最後一次擲硬幣決定勝負是在1969–70年賽季進行，由特納瓦斯巴達迎戰加拉塔沙雷及些路迪迎戰賓菲加，兩場比賽同樣在第二圈進行。
  - 歐冠盃一共進行過七場比賽以擲硬幣決定勝負，加拉塔沙雷是唯一一隊參與兩場比賽，取得一勝一負。
- 作客入球優惠及加時
  - 作客入球優惠制於1967–68年賽季首次引入歐冠盃，華路亞迎戰埃施青年（4比4）及格伦杜兰迎戰賓菲加（1比1）首次應用優惠制，兩場比賽同樣在第一圈進行，華路亞及賓菲加成為首批以作客入球優惠制取得出線的球隊。
  - 在2002–03年賽季，四強階段由AC米蘭對抗國際米蘭，由於兩家球會均以聖西路球場作為主場，但AC米蘭被定次回合為作客球隊，首回合零比零而次回合一比一，AC米蘭憑作客入球優惠勝出，亦是歐洲賽歷史上第一支在主場以作客入球優惠勝出的球隊。
  - AC米蘭及巴黎聖日門是唯一兩隊在加時階段以作客入球優惠勝出的球隊，AC米蘭在1989–90年賽季迎戰拜仁慕尼黑的四強賽事，雙方兩回合一比一加時階段雙方各取得一球，AC米蘭最終以作客入球優惠勝出；巴黎聖日門在2014–15年賽季迎戰車路士的十六強賽事，雙方兩回合兩比兩加時階段雙方各取得一球，巴黎聖日門最終以作客入球優惠勝出。
  - 歐冠盃及歐聯在歷史上共有十六場決賽需要進行加時，一場需要重賽，只有五場在加時階段決出勝負。
    - 1957–58年賽季，皇家馬德里 3–2 AC米蘭
    - 1967–68年賽季，曼聯 4–1 賓菲加
    - 1969–70年賽季，飛燕諾 2–1 些路迪
    - 1991–92年賽季，巴塞隆拿 1–0 森多利亞
    - 2013–14年賽季，皇家馬德里 4–1 馬德里競技
- 十二碼
  - 歐冠盃首次以十二碼決勝負是在1970–71年賽季進行，1970年11月4日由愛華頓對戰慕遜加柏，雙方兩回合以二比二平手，慕遜加柏球員克劳斯-迪特尔·西洛夫成為首位在歐冠盃在十二碼階段進球的球員，而愛華頓球員Joe Royle亦成為首位在歐冠盃在十二碼階段射失的球員，最終愛華頓以四比三取勝。
  - 巴塞隆拿及拜仁慕尼黑是唯一在單季中進行兩次十二碼，巴塞隆拿在1985–86年賽季四強擊敗哥德堡，可是決賽不敵布加勒斯特星隊；拜仁慕尼黑在2011–12年賽季四強擊敗皇家馬德里，可是決賽不敵車路士。
  - 歐冠盃及歐聯在歷史上共有十一場決賽以十二碼決定勝負，參與的球隊共十七支，其中五隊兩度參與，當中利物浦成績最好，是唯一一隊兩次於十二碼階段取勝奪冠的球隊，其餘為拜仁慕尼黑、AC米蘭、車路士及祖雲達斯，四隊均各取得一勝一負。
    - 1983–84年賽季，利物浦 4–2 羅馬
    - 1985–86年賽季，布加勒斯特星隊 2–0 巴塞隆拿
    - 1987–88年賽季，PSV燕豪芬 6–5 賓菲加
    - 1990–91年賽季，貝爾格萊德紅星 5–3 馬賽
    - 1995–96年賽季，祖雲達斯 4–2 阿積士
    - 2000–01年賽季，拜仁慕尼黑 5–4 華倫西亞
    - 2002–03年賽季，AC米蘭 4–2 祖雲達斯
    - 2004–05年賽季，利物浦 3–2 AC米蘭
    - 2007–08年賽季，曼聯 6–5 車路士
    - 2011–12年賽季，車路士 4–3 拜仁慕尼黑
    - 2015–16年賽季，皇家馬德里 5–3 馬德里競技

### 本土聯賽
- 諾定咸森林是唯一一隊奪得歐冠盃冠軍數目比奪得本土聯賽冠軍多。諾定咸森林奪得1977–78年英格蘭甲組聯賽冠軍，1979年奪得歐冠盃冠軍，翌年再以衛冕冠軍身份成功衛冕歐冠盃冠軍。同時也是首支前歐冠盃冠軍降入本國第三級聯賽，2004–05年賽季由英冠聯賽降落英甲聯賽。
- 歐聯以往一直只有歐洲各國頂級聯賽冠軍可以參賽，自1997–98年賽季開始歐聯參賽資格放寬至聯賽亞軍亦可參賽。在1998–99年賽季，曼聯是首支以非本土聯賽冠軍或衛冕冠軍身份參加賽事而奪得冠軍的球隊，1998年曼聯在英格蘭超級聯賽以聯賽亞軍身份參加翌年的歐冠賽事。
  - 除1998–99年賽季的曼聯外，並有五支冠軍隊伍以非本土聯賽冠軍或衛冕冠軍身份參加賽事而奪得歐聯冠軍：皇家馬德里（2000年）、AC米蘭（2003年及2007年）、利物浦（2005年）、巴塞隆拿（2009年）、車路士（2012年）
  - 利物浦自1990年英甲聯賽冠軍後相隔15年於2005年奪取歐聯冠軍，是前歐聯冠軍中奪得本土聯賽冠軍相隔最長時間，之前的是2007年冠軍AC米蘭於四年前奪得意甲聯賽冠軍。
  - 2002年的利華古遜是唯一一隊從未贏取本土聯賽冠軍而晉身歐聯決賽的球隊。

### 逆轉

#### 小组赛逆转
- 曼城成為第一隊球隊在小組賽頭四場沒有取得勝仗而最後成功出線。在2014–15年賽季，曼城首四場分組賽成績為：零比一負拜仁慕尼黑、一比一賽和羅馬、二比二賽和莫斯科中央陸軍及一比二賽負莫斯科中央陸軍，在最後兩場分組賽皆擊敗拜仁慕尼黑及羅馬而成功出線。
- 紐卡素成為第一支球隊在小組賽頭三場皆敗仗而最後成功出線。在2002–03年賽季，紐卡素的頭三場分別被基輔戴拿模、飛燕諾及祖雲達斯擊敗，及後紐卡素在主場先後戰勝基輔戴拿模及祖雲達斯，最後一場對飛燕諾憑比拿美在 91 分鐘的入球而三比二勝出比賽，賽後並壓倒基輔戴拿模以小組次名出線。
- 歐聯歷史上共有十二支球隊在小組賽頭兩場皆敗仗而最後成功出線，當中2018–19年的熱刺能夠晉級決賽階段；
  - 1999–00年的基輔戴拿模
  - 2002–03年的紐卡素
  - 2002–03年的利華古遜
  - 2005–06年的雲達不萊梅
  - 2006–07年的國際米蘭
  - 2007–08年的里昂
  - 2008–09年的彭拿典奈高斯
  - 2010–11年的馬賽
  - 2012–13年的加拉塔沙雷
  - 2015–16年的阿仙奴
  - 2018–19年的熱刺
  - 2019–20年的阿特蘭大
  - 在1994–95年賽季，衛冕冠軍AC米蘭在小組賽第一場遇上阿積士以零比二敗走，在第二場雖在主場以三比零擊敗薩爾斯堡，但因為球迷扔擲雜物導致對方門將傷出，被歐洲足協判罰扣減兩分。AC米蘭最終以小組次名出線並晉級決賽，令他們在特別情況下在小組賽頭兩場沒有取分而最後成功出線。
- 有二支球隊在小組賽頭五場沒有取勝而最後成功出線；
  - 1998–99年的祖雲達斯在頭五場取得和局
  - 1999–00年的飛燕諾在頭五場取得和局
- 有三支球隊在小組賽頭四場沒有取勝而最後成功出線；
  - 2002–03年的莫斯科火車頭在頭四場取得三負一和
  - 2014–15年的曼城在頭四場取兩負兩和
  - 2019–20年的阿特蘭大在頭四場取得三負一和
- 以下球隊在小組賽頭三場沒有取勝而最後成功出線；
  - 1998–99年的基輔戴拿模在頭三場取得一負兩和
  - 1999–00年的基輔戴拿模在頭三場取得兩負一和
  - 1999–00年的費倫天拿在頭三場取得一負兩和
  - 2001–02年的利物浦在頭三場取得一負兩和
  - 2002–03年的紐卡素在頭三場取得三負
  - 2003–04年的阿仙奴在頭三場取得兩負一和
  - 2003–04年的切爾達在頭三場取得一負兩和
  - 2004–05年的波圖在頭三場取得兩負一和
  - 2005–06年的雲達不萊梅在頭三場取得兩負一和
  - 2005–06年的維拉利爾在頭三場取得三負
  - 2007–08年的利物浦在頭三場取得兩負一和
  - 2008–09年的彭拿典奈高斯在頭三場取得兩負一和
  - 2009–10年的國際米蘭在頭三場取得三平
  - 2009–10年的史特加在頭三場取得一負兩和
  - 2012–13年的祖雲達斯在頭三場取得三負
  - 2012–13年的加拉塔沙雷在頭三場取得兩負一和
  - 2015–16年的羅馬在頭三場取得一負兩和
  - 2015–16年的真特在頭三場取得兩負一和
  - 2016–17年的利華古遜在頭三場取得三和
  - 2018–19年的熱刺在頭三場取得兩負一和

#### 淘汰赛逆转
- 共有十七支球隊在淘汰賽階段首回合落後三球而最後成功逆轉出線；
  - 在1957–58年賽季的預賽，AC米蘭在首回合以二比五敗於維也納迅速，次回合以四比一取勝及後在附加賽以四比二逆轉出線
  - 在1958–59年賽季的第一圈，史浩克04在首回合以零比三敗於KB，次回合以五比二取勝及後在附加賽以三比一逆轉出線
  - 在1963–64年賽季的預賽，埃施青年在首回合以一比四敗於哈卡，次回合以四比零取勝及總比數以五比四逆轉出線
  - 在1965–66年賽季的半準決賽，柏迪遜在首回合以一比四敗於布拉格斯巴達，次回合以五比零取勝及總比數以六比四逆轉出線
  - 在1970–71年賽季的準決賽，彭拿典奈高斯在首回合以一比四敗於貝爾格萊德紅星，次回合以三比零取勝及以作客入球優惠逆轉出線
  - 在1974–75年賽季的第二圈，聖伊天在首回合以一比四敗於夏積杜克，次回合以五比一取勝及總比數以六比五逆轉出線
  - 在1975–76年賽季的第二圈，皇家馬德里在首回合以一比四敗於打比郡，次回合以五比一取勝及總比數以六比五逆轉出線
  - 在1985–86年賽季的準決賽，巴塞隆拿在首回合以零比三敗於哥德堡，次回合以三比零取勝及互射十二碼以五比四逆轉出線
  - 在1988–89年賽季的第一圈，雲達不萊梅在首回合以零比三敗於柏林戴拿模，次回合以五比零取勝及總比數以五比三逆轉出線
  - 在1988–89年賽季的第二圈，加拉塔沙雷在首回合以零比三敗於纳沙泰尔，次回合以五比零取勝及總比數以五比三逆轉出線
  - 在1992–93年賽季的第一圈，列斯聯在首回合以零比三敗於史特加，次回合以三比零取勝及附加賽以二比一逆轉出線
  - 在1993–94年賽季的第一圈，哥本哈根在首回合以零比三敗於连菲特，次回合以四比零（加時）取勝及總比數以四比三逆轉出線
  - 在1997–98年賽季的第二圈外圍賽，巴黎聖日門在首回合以零比三敗於布加勒斯特星隊，次回合以五比零取勝及總比數以五比三逆轉出線
  - 在1999–00年賽季的第二圈外圍賽，羅茲維澤夫在首回合以一比四敗於列迪斯洛維治，次回合以四比一取勝互射十二碼以三比二逆轉出線
  - 在2003–04年賽季的第一圈外圍賽，KF地拉那在首回合以零比三敗於第比利斯迪纳摩，次回合以三比零取勝及互射十二碼以四比二逆轉出線
  - 在2003–04年賽季的半準決賽，拉科魯尼亞在首回合以一比四敗於AC米蘭，次回合以四比零取勝及總比數以五比四逆轉出線
  - 在2017–18年賽季的半準決賽，羅馬在首回合以一比四敗於巴塞隆拿，次回合以三比零取勝及以作客入球優惠逆轉出線
  - 在2018–19年賽季的準決賽，利物浦在首回合以零比三敗於巴塞隆拿，次回合以四比零取勝及總比數以四比三逆轉出線
- 只有一支球隊在淘汰賽階段首回合落後四球而最後成功逆轉出線；
  - 在2016–17年賽季的十六強，巴塞隆拿在首回合以零比四敗於巴黎聖日門，次回合以六比一取勝及總比數以六比五逆轉出線

##### 连续逆转进入决赛
2021-22赛季的皇家马德里所有淘汰赛均为逆转晋级。
- 十六强赛对阵巴黎圣日耳曼，第二回合75分总比分仍1:2落后，最后总比分3:2晋级。
- 四分之一决赛对阵切尔西，第二回合79分总比分仍3:4落后，最后总比分4:4（加时5:4）晋级。
- 半决赛对阵曼城，第二回合89分总比分仍3:5落后，最后补时连入两球扳平，加时反超，总比分5:5（加时6:5）晋级。

#### 决赛逆转
- 有13支球队在决赛落后1球仍能夺冠
  - 1957-58年赛季，皇家马德里2-2（加时3-2）AC米兰，皇马直至78分仍1:2落后
  - 1959-60年赛季，皇家马德里7-3拜仁慕尼黑，皇马直至26分仍0:1落后
  - 1960-61年赛季，本菲卡3-2巴塞罗那，本菲卡直至19分仍0:1落后
  - 1962-63年赛季，AC米兰2-1本菲卡，AC米兰直至57分仍0:1落后
  - 1965-66年赛季，皇家马德里2-1贝尔格莱德游击队，皇马直至69分仍0:1落后
  - 1966-67年赛季，凯尔特人2-1国际米兰
  - 1969-70年赛季，费耶诺德1-1（加时2-1）凯尔特人
  - 1986-87年赛季，波尔图2-1拜仁慕尼黑，波尔图直至76分仍0:1落后
  - 1998-99年赛季，曼联2-1拜仁慕尼黑，曼联直至90分仍0:1落后
  - 1999-2000年赛季，拜仁慕尼黑1-1（点球5-4）巴伦西亚，拜仁直至49分仍0:1落后
  - 2005-06年赛季，巴塞罗那2-1阿森纳，巴萨直至75分仍0:1落后
  - 2011-12年赛季，切尔西1-1（点球5-4）拜仁慕尼黑，切尔西直至87分仍0:1落后
  - 2013-14年赛季，皇家马德里1-1（加时4-1）马德里竞技，皇马直至92分仍0:1落后
- 有2支球队在决赛落后2球仍能夺冠
  - 1955-56年赛季，皇家马德里4-3兰斯，皇马直至13分仍0:2落后
  - 1961-62年赛季，本菲卡5-3皇家马德里，本菲卡直至24分仍0:2落后
- 只有1支球队在决赛落后3球仍能夺冠：
  - 2004-05年赛季，利物浦3-3（点球3-2）AC米兰

### 失球
- 2005/06年賽季，阿仙奴創出歐洲冠軍聯賽連續不失球紀錄，它們由2005年9月27日對阿積士時被羅辛堡於71分鐘攻入一球開始，之後連續十場不失球，直到決賽階段由巴塞隆拿球員伊度奧於76分鐘射入阿仙奴大門，創出連續995分鐘不失球紀錄分別由列文（648分鐘）及艾蒙尼亞（347分鐘）擔任門將。
- 由第一場開始計算連續不失球紀錄由2011/12年賽季的曼聯保持，它們於2010年9月14日的第一場分組賽開始計算，直至2010年12月7日的第六場分組賽對華倫西亞，於32分鐘由柏保路·靴南迪斯終止連續481分鐘不失球紀錄。
- 2010/11年賽季的曼聯是歐洲冠軍聯賽歷史上唯一一支在六場作客賽事保持一球不失。

### 衛冕冠軍
統計歷屆歐冠盃時期的37個賽季（1955–56至1991–92）及歐聯時期（1992–93至2016–17）的25個賽季，當中歐冠盃時期只有13次由上屆冠軍成功衛冕，共有八支球隊成功衛冕歐冠盃，而歐聯時期則僅有皇家馬德里成功衛冕，有四支球隊衛冕冠軍雖然晉身決賽但屈居亞軍。
歷屆歐冠盃及歐聯共有22支球隊曾經奪得冠軍，有14支球隊未有成功衞冕冠軍，當中有四支球隊多於一次以上：
- 巴塞隆拿（5次，1992–93年於第二圈敗於莫斯科中央陸軍、2006–07年於十六強敗於利物浦、2009–10年於四強敗於國際米蘭、2011–12年於四強敗於車路士、2015–16年於八強敗於馬德里體育會）
- 曼聯（3次，1968–69於四強敗於AC米蘭、1999–00年於八強敗於皇家馬德里、2008–09年於決賽敗於巴塞隆拿）
- 祖雲達斯（2次，1985–86於八強敗於巴塞隆拿、1996–97年於決賽敗於多蒙特）
- 波圖（2次，1987–88於第二圈敗於皇家馬德里、2004–05年於十六強敗於國際米蘭）

自歐聯改制後，只有一支衞冕冠軍未能成功出線分組賽階段：
- 2012–13年的車路士

### 國籍
- 1961年及1962年冠軍賓菲加是第一支球隊以全本土球員班底奪得歐洲冠軍的球隊，雖然有部分球員出生自葡萄牙的非洲殖民地。
- 1967年冠軍些路迪是第一支真正採用全本地球員奪歐洲冠軍的球隊，全部球員在些路迪公園球場半徑30英哩範圍內出生。
- 1979年及1980年冠軍諾定咸森林及1981年冠軍利物浦是以全英格蘭、蘇格蘭及北愛爾蘭球員奪歐洲冠軍。
- 2006年9月13日，阿仙奴作客迎戰漢堡時排出一個由十一人不同國籍的陣容，是歐聯歷史上首次出現。

### 同国對壘
- - 歷史上歐冠盃及欧冠联赛决赛共出现过八次同國球隊對壘：
    - 1999/00年決賽 — 皇家馬德里 對 華倫西亞 (同為西班牙球隊)
    - 2002/03年決賽 — AC米蘭 對 祖雲達斯 (同為意大利球隊)
    - 2007/08年決賽 — 曼聯 對 車路士 (同為英格蘭球隊)
    - 2012/13年決賽 — 拜仁慕尼黑 對 多蒙特 (同為德國球隊)
    - 2013/14年決賽 — 皇家馬德里 對 馬德里體育會 （同為西班牙球隊）
    - 2015/16年決賽 — 皇家馬德里 對 馬德里體育會 （同為西班牙球隊）
    - 2018/19年決賽 — 熱刺 對 利物浦 (同為英格蘭球隊)
    - 2020/21年決賽 — 曼城 對 車路士 (同為英格蘭球隊)
- 除了決賽外，歷史上歐冠盃及欧冠联赛曾經出現過26次同国打吡，包括：
  - 12次英格兰俱乐部之间
    - 1978/79年 諾定咸森林 對 利物浦，第一圈
    - 2003/04年 車路士 對 阿仙奴，半準決賽
    - 2004/05年 利物浦 對 車路士，準決賽
    - 2005/06年 利物浦 對 車路士，分組賽
    - 2006/07年 利物浦 對 車路士，準決賽
    - 2007/08年 利物浦 對 阿仙奴，半準決賽
    - 2007/08年 車路士 對 利物浦，準決賽
    - 2008/09年 車路士 對 利物浦，半準決賽
    - 2008/09年 曼聯 對 阿仙奴，準決賽
    - 2010/11年 曼聯 對 車路士，半準決賽
    - 2017/18年 利物浦 對 曼城，半準決賽
    - 2018/19年 曼城 對 熱刺，半準決賽

  - 12次西班牙俱乐部之间
    - 1957/58年 皇家馬德里 對 西維爾，半準決賽
    - 1958/59年 皇家馬德里 對 馬德里體育會，準決賽
    - 1959/60年 皇家馬德里 對 巴塞隆拿，準決賽
    - 1960/61年 巴塞隆拿 對 皇家馬德里，第一圈
    - 1999/00年 華倫西亞 對 巴塞隆拿，準決賽
    - 2001/02年 皇家馬德里 對 巴塞隆拿，準決賽
    - 2010/11年 巴塞隆拿 對 皇家馬德里，準決賽
    - 2013/14年 馬德里體育會 對 巴塞隆拿，半準決賽
    - 2014/15年 馬德里體育會 對 皇家馬德里，半準決賽
    - 2015/16年 馬德里體育會 對 巴塞隆拿，半準決賽
    - 2016/17年 馬德里體育會 對 皇家馬德里，準決賽
    - 2024/25年 馬德里體育會 對 皇家馬德里，十六強

  - 3次意大利俱乐部之间
    - 1985/86年 祖雲達斯 對 維羅納，第二圈
    - 2002/03年 AC米蘭 對 國際米蘭，準決賽
    - 2004/05年 AC米蘭 對 國際米蘭，半準決賽

  - 3次德国俱乐部之间
    - 1997/98年 多蒙特 對 拜仁慕尼黑，半準決賽
    - 1998/99年 拜仁慕尼黑 對 凱沙羅頓，半準決賽
    - 2024/25年 拜仁慕尼黑 對 利華古遜，十六強

  - 1次法国俱乐部之间
    - 2009/10年 里昂 對 波爾多，半準決賽
- 歷史上歐冠聯賽尚未出現同國球隊包攬四強的情況，曾經出現過5次同國三支球隊打入四強的情況，其中西、意、英各有一次三支球隊打入四強並包攬決賽的盛況。
  - 1999/00年－皇家馬德里、瓦倫西亞、巴塞羅那 (同為西班牙球隊，包攬決賽)
  - 2002/03年－AC米蘭、尤文圖斯、國際米蘭 (同為意大利球隊，包攬決賽)
  - 2006/07年－利物浦、切爾西、曼聯 (同為英格蘭球隊，冠軍意大利AC米蘭)
  - 2007/08年－曼聯、切爾西、利物浦 (同為英格蘭球隊，包攬決賽)
  - 2008/09年－曼聯、切爾西、阿森納 (同為英格蘭球隊，冠軍西班牙巴塞羅那)

### 城市
- 意大利米蘭是唯一一個城市擁有兩支歐冠盃及欧冠联赛冠軍的城市，包括國際米蘭及AC米蘭兩支共同奪取十屆歐洲冠軍。
- 西班牙馬德里是奪得最多歐冠盃及欧冠联赛冠軍的城市，共取得十三個歐洲冠軍。(最近:2017-18)
- 除了意大利米蘭市外，有三個城市先後有兩支球隊晉身過決賽階段：
  - 西班牙馬德里，皇家馬德里及馬德里體育會先後16及15次晉身過決賽。
  - 塞爾維亞貝爾格萊德，貝爾格萊德紅星及柏迪遜先後2次晉身過決賽。
  - 英格蘭倫敦，阿仙奴及車路士先後3次晉身過決賽。
- 希臘雅典及英格蘭倫敦共同保持單季最多所在球隊參加歐聯的紀錄，雅典市的AEK雅典、奧林比亞高斯及彭拿典奈高斯共同參加2003–04年賽季，英格蘭倫敦的阿仙奴、車路士及熱刺共同參加2010–11年賽季。
- 英格蘭倫敦是唯一一個城市在單季擁有最多所在球隊參加淘汰賽階段，阿仙奴、車路士及熱刺在2010–11年賽季共同參加第一圈淘汰賽階段。
- 英格蘭擁有最多歐洲冠軍的城市，先後有五個英格蘭城市誕生12個冠軍，包括利物浦（利物浦）、曼徹斯特（曼聯）、伯明翰（阿士東維拉）、諾定咸（諾定咸森林）、倫敦（車路士）
- 蘇格蘭是唯一有兩座地方,有兩支球隊晉身過準決賽：
  - 格拉斯哥：些路迪（1967年，1970年，1972年及1974年）及格拉斯哥流浪（1960年）
  - 登地：登地（1963年）及 登地聯（1984年）
- 歷史上歐冠盃及欧冠联赛淘汰賽共出现九次同城德比，包括： 
  - 1958-59年 — 皇家马德里 對 馬德里體育會 (四強，同为马德里球队)
  - 2002-03年 — AC米兰 对 国际米兰 (四強，同为米兰球队)
  - 2003-04年 — 切尔西 对 阿森纳 (八強，同为伦敦球队)
  - 2004-05年 — AC米兰 对 国际米兰 (八強，同为米兰球队)
  - 2013-14年 — 皇家馬德里 對 馬德里體育會 （決賽，同為馬德里球隊）
  - 2014-15年 — 皇家馬德里 對 馬德里體育會 （八強，同為馬德里球隊）
  - 2015-16年 — 皇家馬德里 對 馬德里體育會 （決賽，同為馬德里球隊）
  - 2016-17年 — 皇家馬德里 對 馬德里體育會 （四強，同為馬德里球隊）
  - 2024-25年 — 皇家馬德里 對 馬德里體育會 （十六強，同為馬德里球隊）

### 小組賽/瑞士轮紀錄
歐冠盃於1991–92年賽季首次引入分組賽階段，2024-25赛季改制为瑞士轮。
- 小組賽/瑞士轮攻入最多入球：25 球/28球
  - 巴黎聖日耳門（2017-18年）
  - 巴塞隆拿（2024–25年）
- 小組賽攻入最少入球：0 球
  - 拉科魯尼亞（2004–05）
  - 海法马卡比（2009–10年）
  - 薩格勒布戴拿模（2016–17年）
- 小組賽/瑞士轮最少失球：1 球
  - AC米蘭（1992–93）
  - 阿積士（1995–96）
  - 祖雲達斯（1996–97，2004–05）
  - 維拉利爾（2005–06）
  - 利物浦（2005–06）
  - 車路士（2005–06）
  - 曼聯（2010–11）
  - 摩納哥（2014–15）
  - 巴黎聖日耳門（2015–16年）
  - 曼城（2020–21）
  - 国际米兰（2024–25年）
- 小組賽/瑞士轮最多失球：24 球/27球
  - 巴迪（2014–15年）
  - 歷基亞（2016–17年）
  - 萨尔茨堡（2024–25年）
  - 斯拉夫人（2024–25年）
- 小組賽最多進球差：+21 球
  - 巴黎聖日耳門（2017-18年）
- 小組賽/瑞士轮最少進球差：−22 球
  - 巴迪（2014–15年）
  - 萨尔茨堡（2024–25年）

#### 六戰全勝
- 歷年來共有八支球隊在小組賽取得六戰全勝紀錄：
  - AC米蘭（1992–93年）
  - 巴黎聖日耳門（1994–95年）
  - 莫斯科斯巴達（1995–96年）
  - 巴塞隆拿（2002–03年）
  - 皇家馬德里（2011–12年，2014–15年）
  - 拜仁慕尼黑（2019–20年），晉級淘汰賽更以連勝直至獲得冠軍。（2021–22年）
  - 利物浦（2021–22年）
  - 阿積士（2021–22年）

#### 六戰全和
只有一個俱樂部在小組賽階段完成了所有比賽：
- 雅典AEK，2002-03年（小組賽第一階段，獲得第三名，進入歐洲聯盟杯，在第四輪被馬拉加擊敗）

#### 六戰/八战全敗
- 安德列治（2004-05年）
- 維也納迅速（2005-06年）
- 索菲亞利夫斯基（2006-07年）
- 基輔戴拿模（2007-08年）
- 海法馬卡比（2009–10年）
- 迪比辛（2009–10年）
- 斯利納（2010-11年）
- 柏迪遜（2010-11年）
- 加拉迪（2011-12年）
- 維拉利爾（2011-12年）
- 薩格勒布戴拿模（2011-12年，2016-17年）
- 馬賽（2013-14年）
- 特拉維夫馬卡比（2015-16年）
- 布魯日（2016-17年）
- 賓菲加（2017-18年）
- AEK雅典（2018-19年）
- 比錫達斯（2021-22年）
- 斯拉夫人（2024–25年）
- 年轻人（2024–25年）

#### 獲得最多分卻未能晉級淘汰賽
12分（小組賽）
- 巴黎聖日耳門（1997-98年）
- 拿玻里 （2013-14年）

11分（瑞士轮）
- 萨格勒布迪纳摩（2024–25年）

#### 在小組賽階段獲得的多數積分卻非小組首名
- 曼徹斯特城，2013-14賽季15分（排名第二）
- 拜仁慕尼黑，2017-18賽季得分15 （排名第二）
- 巴塞羅那，在2020- 21年獲得15分（排名第二）
- 阿森納，2014-15賽季13分（排名第二）
- 巴黎圣日耳曼（2015–16賽季13分）（排名第二）
- 皇家馬德里，2017-18賽季13分（排名第二）
- 馬德里競技隊（AtléticoMadrid），在2018-19賽季獲得13分（排名第二）
- 塞維利亞，2020- 21年13分（排名第二）
- 波爾圖，2020- 21年13分（排名第二）

#### 獲得最少分還能晉級淘汰賽
- 6分，辛尼特（2013-14年），羅馬（2015-16年）

#### 獲得最少分卻為小組首名
8分，尤文圖斯（1998-99年）

### 外圍賽

#### 從外圍賽第一輪開始
自1999–2000從第三輪資格賽以來 ，4隊伍通過全部三輪外圍賽進入小組賽。
- 利物浦 （2005–06）
- 帕沙卡學院（2005–06）
- 安羅科薩斯（2008–09）
- 鲍里索夫BATE（2008–09）

利物浦更成為首支從外圍賽第一輪打進淘汰賽的隊伍。

#### 從外圍賽倒数第三輪開始
自1999–2000從第三輪資格賽以來 ，仅有两只隊伍通過三輪外圍賽進入小組賽，最终均止步于半决赛。
- 摩纳哥人 （2016–17）
- 阿贾克斯（2018–19）

2009–10年賽季起，初期沒有隊伍最後打進分組賽，至多是F91杜迪蘭治在2012–13打進外圍賽第三輪，直至2019年才打破，迄目前只有兩支球隊最後進入小組賽階段，這就是貝爾格萊德紅星隊（2018-19和2019 – 20）和Ferencváros（2020-21），儘管看到不少第二輪球隊可以出線但未能成功。

#### 從外圍賽開始打起最後獲得冠軍
四支球隊成功從外圍賽開始打起最後獲得冠軍：
- 曼聯 （1998–99）
- AC米兰 （2002–03 和 2006–07）
- 利物浦 （2004–05）
- 巴塞罗那 （2008–09）

## 球員

### 上陣次數

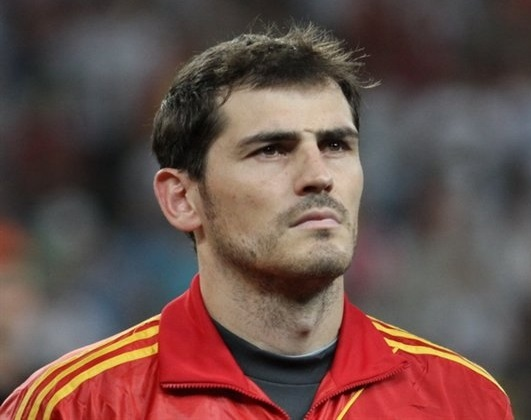
伊克尔·卡西利亚斯累積上陣次數最多

歷年來歐洲冠軍聯賽累積上陣次數最多（自1955年以来，不含预选赛），粗體字代表代表仍活躍的球員。
最後更新：2025年6月3日 
| 名次 | 球员            | 国籍     | 出场 | 赛季      | 俱乐部（上陣數）                                   |
| ---- | --------------- | -------- | ---- | --------- | -------------------------------------------------- |
| 1    |                 | 葡萄牙   | 187  | 2003–2022 | 曼联（63）、皇家马德里（101）、尤文图斯（23）      |
| 2    |                 | 西班牙   | 177  | 1999–2019 | 皇家馬德里（150）、波圖（27）                      |
| 3    |                 | 阿根廷   | 163  | 2005–     | 巴塞隆拿（149）、巴黎聖日門（14）                  |
| 3    | 托马斯·穆勒     | 德国     | 163  | 2009–2025 | 拜仁慕尼黑                                         |
| 5    | 卡廉·賓施馬     | 法國     | 152  | 2005–2023 | 皇家馬德里（132）、里昂（19）                      |
| 6    |                 | 西班牙   | 151  | 1998–2015 | 巴塞隆拿                                           |
| 6    | 托尼·克罗斯     | 德国     | 151  | 2008–2024 | 拜仁慕尼黑 (41)、 皇家马德里 (110)                 |
| 8    | 曼努埃尔·诺伊尔 | 德国     | 150  | 2007–     | 沙尔克04 (22)、 拜仁慕尼黑 (128)                   |
| 9    |                 | 西班牙   | 142  | 1995–2011 | 皇家马德里（130）、沙尔克04（12）                  |
| 9    |                 | 西班牙   | 142  | 2005–     | 皇家馬德里（129）、巴黎聖日門（8）、塞維利亞 （5） |
| 9    |                 | 克罗地亚 | 142  | 2010–     | 熱刺（8）、皇家馬德里（134）                       |

### 入球者
欧洲冠军联赛累積最多入球（自1955年以来，不含预选赛）
最後更新：2025年6月1日，粗體字代表仍活躍的球員。
| 名次 | 球员          | 国籍            | 入球 | 出场 | 场均 | 赛季      | 俱乐部（球數）                                 |
| ---- | ------------- | --------------- | ---- | ---- | ---- | --------- | ---------------------------------------------- |
| 1    | 1             | 葡萄牙          | 140  | 183  | 0.77 | 2003–2022 | 曼聯（21）、皇家马德里（105）、尤文图斯（14）  |
| 2    |               | 阿根廷          | 129  | 163  | 0.79 | 2005–     | 巴塞罗那（120）、巴黎聖日耳門（9）             |
| 3    |               | 波兰            | 105  | 133  | 0.79 | 2011–     | 多蒙特（17）、拜仁慕尼黑（69）、巴塞罗那（19） |
| 4    |               | 法國            | 90   | 152  | 0.6  | 2006–     | 里昂（12）、皇家马德里（78）                   |
| 5    |               | 西班牙          | 71   | 142  | 0.5  | 1995–2011 | 皇家马德里（66）、沙尔克04（5）                |
| 6    |               | 德国            | 57   | 163  | 0.35 | 2008–2025 | 拜仁慕尼黑（57）                               |
| 7    | 2             | 荷兰            | 56   | 73   | 0.77 | 1998–2009 | PSV燕豪芬（8）、曼聯（35）、皇家马德里（13）   |
| 8    | 基利安·麥巴比 | 法國            | 55   | 87   | 0.63 | 2016–     | 摩纳哥 (6), 巴黎圣日耳曼 (42), 皇家马德里（7） |
| 9    | 蒂埃里·亨利 3 | 法國            | 50   | 112  | 0.45 | 1997–2010 | 摩纳哥（7）、阿仙奴（35）、巴塞罗那（8）       |
| 9    |               | 挪威            | 49   | 48   | 1.02 | 2019–     | 薩爾斯堡紅牛（8）、多特蒙德（15）、曼城（26）  |
| 9    |               | 阿根廷 · 西班牙 | 49   | 58   | 0.84 | 1955–1964 | 皇家马德里（49）                               |

### 單個球季最多入球

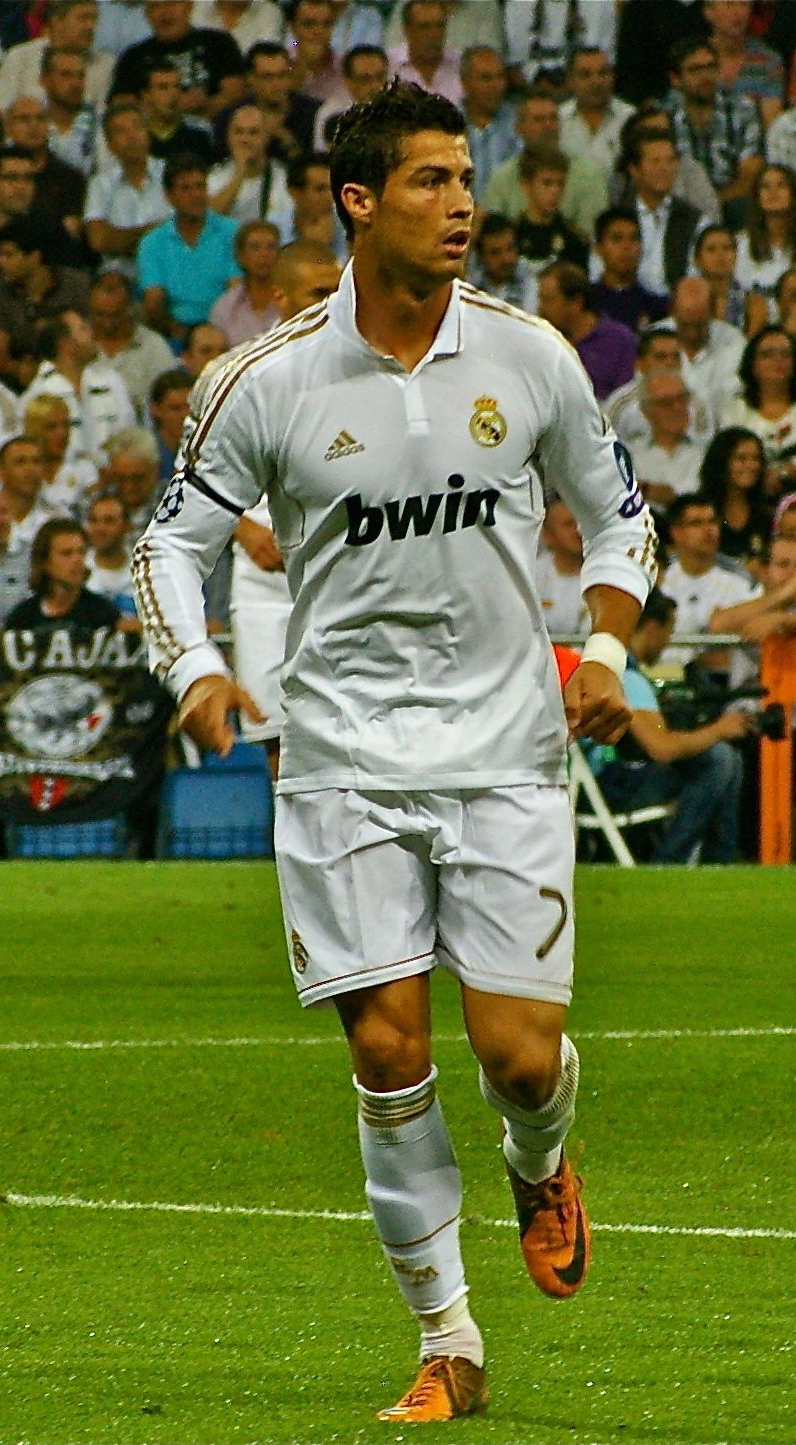
克里斯蒂亚诺·罗纳尔多‧单季入球最多的神射手，單季17球。

- 只列出超過10球

|   | 球员            | 入球 | 赛季    |
| - | --------------- | ---- | ------- |
| 1 | 葡萄牙          | 17   | 2013–14 |
| 2 | 葡萄牙          | 16   | 2015–16 |
| 3 | 葡萄牙          | 15   | 2017–18 |
| 3 | 波兰            | 15   | 2019–20 |
| 5 | 若泽·阿尔塔菲尼 | 14   | 1962–63 |
| 5 | 阿根廷          | 14   | 2011–12 |
| 7 | 波兰            | 13   | 2021–22 |
| 7 | 塞尔胡·吉拉西   | 13   | 2024–25 |
| 7 | 拉菲尼亞        | 13   | 2024–25 |
| 8 | 匈牙利          | 12   | 1959–60 |
| 8 | 西德            | 12   | 1972–73 |
| 8 | 荷兰            | 12   | 2002–03 |
| 8 | 阿根廷          | 12   | 2010–11 |
| 8 | 德国            | 12   | 2011–12 |
| 8 | 葡萄牙          | 12   | 2012–13 |
| 8 | 葡萄牙          | 12   | 2016–17 |
| 8 | 阿根廷          | 12   | 2018–19 |
| 8 | 法國            | 12   | 2021–22 |

## 領隊
截止2023-24年賽季，合共有43位領隊奪得過歐冠盃/歐聯冠軍獎盃，而當有21位領隊是最少奪得過兩次冠軍，以下是有關領隊的紀錄及統計：
- 只有一名領隊贏得五次歐洲冠軍：
  - 卡洛·安切洛蒂在2003年，2007年（AC米蘭），2014年、2022年及2024年（皇家马德里）。
- 只有三名領隊贏得三次歐洲冠軍：
  - 鲍勃·佩斯利在1977年、1978年及1981年（利物浦）。
  - 齐内丁·齐达内在2016年，2017年及2018年（皇家马德里），他也是历史上唯一一个带队3连冠的教练。
  - 瓜迪奥拉在2009，2011年(巴塞隆拿)及2023年(曼城)。
- 只有七位主教练曾率领两支不同的球队夺冠：
  - 卡洛·安切洛蒂，2003年、2007年率AC米兰和2014年、2022年及2024年率皇家马德里
  - 恩斯特·哈佩尔，1970年率费耶诺德和1983年率汉堡
  - 奥特马·希斯菲尔德，1997年率多特蒙德和2001年率拜仁慕尼黑
  - 何塞·穆里尼奥，2004年率波尔图和2010年率国际米兰
  - 瓜迪奥拉，2009、2011率巴塞羅拿和2023年率曼城，其中2009，2023为三冠王。
  - 積普·希基斯，1998年率皇家马德里和2013年率拜仁慕尼黑[9]。
  - 路易斯·恩里克，2015率巴塞羅拿和2025率巴黎圣日耳曼，两次均为三冠王。

- 此外，共有七位冠军主教练在其球员生涯中也曾夺冠，分别是米基爾·文奴斯、吉奥瓦尼·特拉帕托尼、约翰·克鲁伊夫、卡洛·安切洛蒂、弗兰克·里杰卡尔德、何塞普·瓜迪奥拉和施丹[10][11]。

- 德國籍領隊湯瑪士·杜曹是第一位連續兩年率领两支不同球隊殺入歐聯決賽的領隊：2020年率领巴黎聖日門晉身歐聯決賽；2021年率领車路士晉身歐聯決賽。

## 观众人数

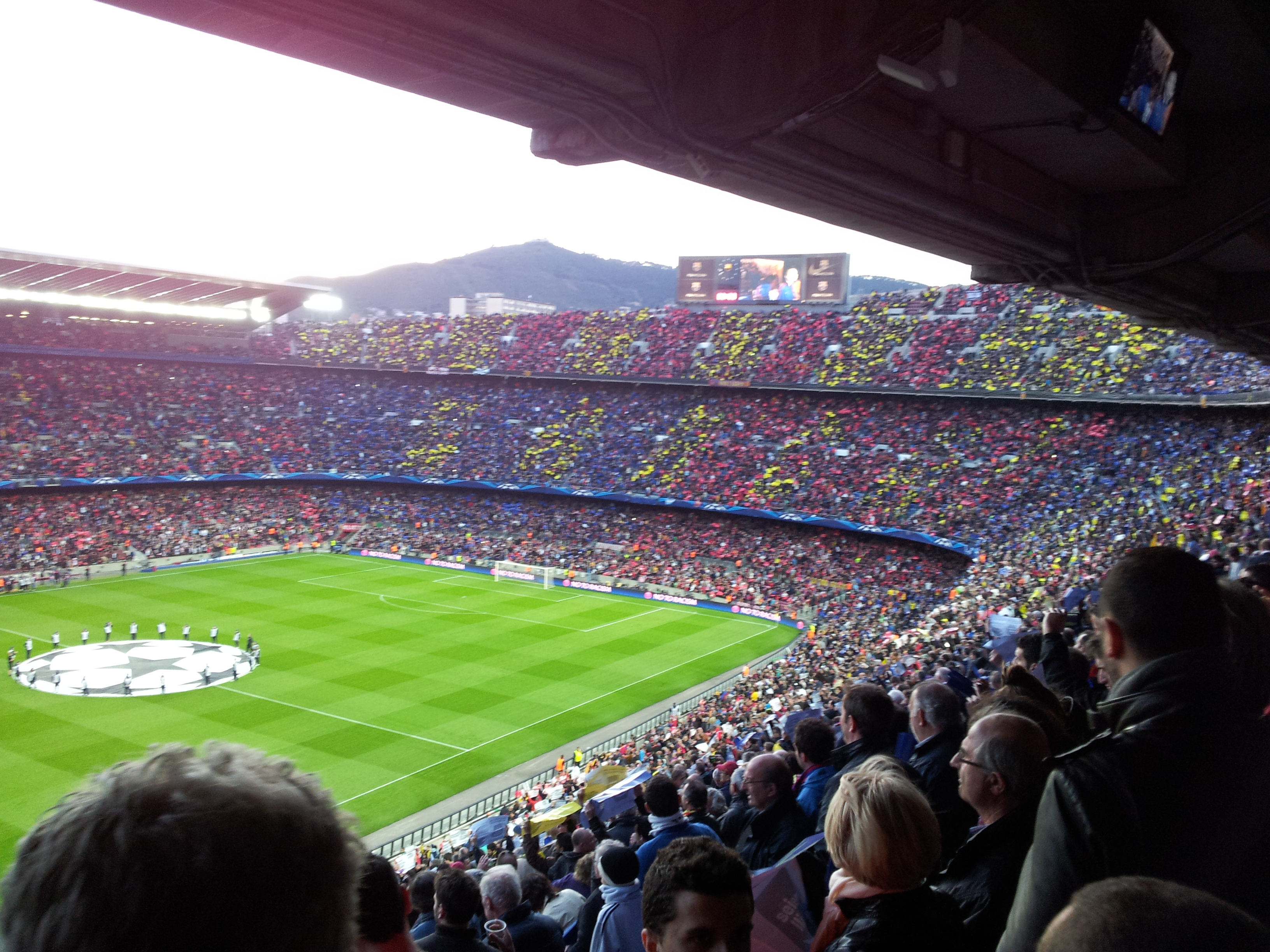
巴塞罗那和拜仁慕尼黑在2012-2013赛季半决赛第二回合的比赛中的球迷

在历史上观众人数最多的一场比赛是1969-1970赛季半决赛第二回合，凯尔特人对阵利兹联，共有135,805名观众出席。该比赛在苏格兰的汉普登公园举行。
在欧洲冠军联赛时代，观众人数最多的一场比赛是1994-1995赛季四分之一决赛首回合，巴塞罗那对阵巴黎圣日耳曼，共有115,500名观众出席。该比赛在西班牙的诺坎普球场举行。
在历史上观众人数最多的决赛是1960年的决赛，共有127,621名观众在苏格兰的汉普登公园观看。
在欧洲冠军联赛时代，观众人数最多的决赛是1999年的决赛，共有90,245名观众在巴塞罗那的诺坎普球场观看。
2020年的决赛是观众人数最少的一次，由于2019冠状病毒病疫情的影响，比赛在里斯本的光明球场闭门进行。
2021年的决赛在波尔图的龙巢球场上也有限制的观众人数，共有14,110人，原因同样是疫情影响。
除了这两个特殊情况外，观众人数最少的决赛是1961年的决赛，由贝纳菲克和巴塞罗那在瑞士的旺多夫球场进行，观众人数为26,732人，尽管1974年决赛的重赛在布鲁塞尔的海塞尔球场有23,325名观众。